# Kaja Juvan
Kaja Juvan (Lubiana, 25 novembre 2000) è una tennista slovena.

## Carriera

### Junior
Durante la sua carriera da junior, ha raggiunto come miglior posizione in classifica la numero 5 nel gennaio 2017. Ha raggiunto le semifinali al Torneo di Wimbledon 2016 - Doppio ragazze e agli US Open 2016 - Doppio ragazze in coppia con la polacca Iga Świątek. Ha vinto il Torneo di Wimbledon 2017 - Doppio ragazze insieme alla serba Olga Danilović sconfiggendo in finale le statunitensi Caty McNally e Whitney Osuigwe con il puuteggio di 6-4, 6-3. È stata la vincitrice della Orange Bowl nel 2016.
Durante i campionati di tennis ai III Giochi olimpici giovanili estivi ha vinto la medaglia d'oro nel singolare e nel doppio sempre in coppia con Świątek, giocati a Buenos Aires.

### Professionista
Kaja Juvan ha vinto 8 titoli in singolare e 1 titolo in doppio nel circuito ITF in carriera. Il 6 giugno 2022 ha raggiunto il best ranking in singolare alla 58ª posizione mondiale, mentre il 18 luglio 2022 ha raggiunto in doppio la 97ª posizione mondiale. 
Fa parte della squadra slovena di Fed Cup dove ha un bilancio complessivo di 22 vittorie e 11 sconfitte.

#### 2019: Debutto Slam
Kaja compie il suo debutto in un Grande Slam agli Open di Francia 2019 come lucky loser, dove è stata sconfitta al primo turno.
Dopo aver superato le qualificazioni a Wimbledon, raggiunge per la prima volta in carriera il secondo turno e viene eliminata in tre set dalla ex numero 1 del mondo Serena Williams.

#### 2021: Primo titolo WTA in doppio, terzo turno a Melbourne e Wimbledon
Nel mese di gennaio, raggiunge per la prima volta in carriera il terzo turno agli Australian Open 2021 dopo aver superato le qualificazioni ed estromesso al primo turno la testa di serie numero 13 Johanna Konta per ritiro, l'egiziana Mayar Sherif al secondo turno, venendo poi eliminata dalla futura finalista Jennifer Brady. Questo risultato le permette di entrare nelle prime 100 della classifica di singolare, precisamente al numero 91.
Nel mese di giugno, raggiunge il terzo turno anche a Wimbledon 2021, dove elimina al primo turno la testa di serie numero 9 Belinda Bencic, poi la qualificata francese Clara Burel e viene poi sconfitta dalla testa di serie numero 20 Coco Gauff.
In coppia con la russa Natela Dzalamidze, vince il suo primo titolo WTA in doppio al Winners Open, dove hanno sconfitto in finale la polacca Katarzyna Piter e Sherif.

#### 2022: Prima finale WTA, prima vittoria Top 10 e terzo turno a Wimbledon
A gennaio, Kaja ottiene la vittoria più importante della sua carriera nel WTA 500 di Adelaide, battendo la numero 2 del mondo Aryna Sabalenka in due set al secondo turno.
A maggio, la slovena ha raggiunto anche la sua prima finale WTA in singolare sulla terra di Strasburgo: nel corso del torneo, ha sconfitto la n°33 del mondo Elise Mertens e poi la top-10 Karolína Plíšková in semifinale. Nell'ultimo atto, Kaja si arrende all'ex numero 1 del mondo Angelique Kerber dopo più di tre ore di partita, con lo score di 6(5)-7 7–6(0) 6(5)-7. Si classifica alla posizione numero 58, suo miglior ranking, il 6 giugno 2022.
Raggiunge per il secondo anno di fila il terzo turno a Wimbledon, dove si rende protagonista nel primo turno eliminando a sorpresa la testa di serie numero 23 Beatriz Haddad Maia, reduce da due titoli consecutivi su erba e una delle tennista più in forma in quel momento.

#### 2023: Pausa, rientro e terzo turno agli US Open
Il 5 aprile 2023, Juvan annuncia di volersi prendere una pausa dal tennis per questioni personali. Si allontana dai campi per due mesi, in seguito alla perdita del padre Robert a causa del cancro. Classificata al numero 241 della classifica, riesce a qualificarsi al torneo di Wimbledon 2023 e prendere parte al terzo anno di fila nel tabellone principale.
Si qualifica anche in occasione degli US Open 2023, dove salva ben cinque match point durante l'ultimo turno delle qualificazioni, e nel tabellone principale raggiunge il terzo turno per la quarta volta in carriera, dove viene sconfitta dalla sua amica Świątek. Con questo risultato, scala di ben 40 posizioni nel ranking e si avvicina al rientro delle prime 100.

#### 2025: Ritorno nel circuito e prima finale WTA 125
Dopo un anno di assenza, Kaja fa il suo ritorno nelle competizioni nel gennaio 2025 durante un torneo ITF a Glasgow, mentre nel circuito maggiore rientra durante le qualificazioni dell'ATX Open 2025, che riesce brillantemente a superare per poi uscire nel primo turno.
Il 4 maggio, la tennista slovena gioca la sua prima finale WTA 125 della carriera all'Open 35 de Saint-Malo, dove partecipa con il ranking protetto e durante il suo cammino elimina ben tre teste di serie, per poi cedere all'ultimo atto dalla numero 2 del tabellone ed ex numero 1 del mondo e quattro volte campionessa Slam Naomi Ōsaka con il punteggio di 1-6, 5-7.

## Statistiche WTA

### Singolare

#### Sconfitte (1)
| Legenda              |
| -------------------- |
| Grande Slam (0)      |
| Argenti Olimpici (0) |
| WTA Finals (0)       |
| WTA Elite Trophy (0) |
| Dal 2021             |
| WTA 1000 (0)         |
| WTA 500 (0)          |
| WTA 250 (1)          |

| N. | Data           | Torneo                                   | Superficie  | Avversario in finale | Punteggio              |
| 1. | 21 maggio 2022 | Internationaux de Strasbourg, Strasburgo | Terra rossa | Angelique Kerber     | 6(5)-7, 7–6(0), 6(5)-7 |

### Doppio

#### Vittorie (1)
| Legenda              |
| -------------------- |
| Grande Slam (0)      |
| Ori Olimpici (0)     |
| WTA Finals (0)       |
| WTA Elite Trophy (0) |
| Dal 2021             |
| WTA 1000 (0)         |
| WTA 500 (0)          |
| WTA 250 (1)          |

| N. | Data          | Torneo                    | Superficie  | Compagna          | Avversarie in finale         | Punteggio |
| 1. | 7 agosto 2021 | Winners Open, Cluj-Napoca | Terra rossa | Natela Dzalamidze | Katarzyna Piter Mayar Sherif | 6-3, 6-4  |

## Circuito WTA 125

### Singolare

#### Sconfitte (1)
| N. | Data          | Torneo                            | Superficie  | Avversaria in finale | Punteggio |
| 1. | 4 maggio 2025 | Open 35 de Saint-Malo, Saint-Malo | Terra rossa | Naomi Ōsaka          | 1-6, 5-7  |

## Statistiche ITF

### Singolare

#### Vittorie (8)
| Torneo $100.000 (0) |
| Torneo $80.000 (0)  |
| Torneo $75.000 (0)  |
| Torneo $60.000 (1)  |
| Torneo $50.000 (0)  |
| Torneo $25.000 (5)  |
| Torneo $15.000 (1)  |
| Torneo $10.000 (1)  |

| N. | Data             | Torneo                                                 | Superficie  | Avversaria in finale | Score            |
| 1. | 10 ottobre 2016  | Zlatni Rat Cup, Bol                                    | Terra rossa | Tena Lukas           | 6-3, 6-1         |
| 2. | 18 giugno 2017   | Maribor Ladies Open, Maribor                           | Terra rossa | Nina Potočnik        | 6-4, 6-2         |
| 3. | 30 aprile 2018   | Balatonboglar Ladies Open, Balatonboglár               | Terra rossa | Raluca Șerban        | 6-4, 6-1         |
| 4. | 23 giugno 2018   | Swedish Ladies Ystad, Ystad                            | Terra rossa | Andreea Roșca        | 2-6, 7-5, 6-1    |
| 5. | 2 settembre 2018 | Trofeo CPZ, Bagnatica                                  | Terra rossa | Jasmine Paolini      | 6(8)-7, 6-1, 7-5 |
| 6. | 28 ottobre 2018  | Forte Village International Tournament, Pula           | Terra rossa | Polina Lejkina       | 3-6, 6-1, 6-2    |
| 7. | 7 aprile 2019    | Forte Village International Tournament, Pula           | Terra rossa | Alexandra Cadanțu    | 6-1, 3-0 rit.    |
| 8. | 1º giugno 2025   | Internazionali Femminili di Tennis di Brescia, Brescia | Terra rossa | Julia Grabher        | 7-6(1), 7-5      |

#### Sconfitte (5)
| Torneo $100.000 (0) |
| Torneo $80.000 (0)  |
| Torneo $75.000 (0)  |
| Torneo $60.000 (0)  |
| Torneo $50.000 (0)  |
| Torneo $25.000 (3)  |
| Torneo $15.000 (1)  |
| Torneo $10.000 (1)  |

| N. | Data           | Torneo                                       | Superficie  | Avversaria in finale | Score         |
| 1. | 12 giugno 2016 | Velenje Open, Velenje                        | Terra rossa | Gabriela Pantůčková  | 6–4, 2–6, 0–6 |
| 2. | 5 marzo 2017   | Hammamet Open, Hammamet                      | Terra rossa | Camilla Scala        | 6–2, 5–7, 2–6 |
| 3. | 2 giugno 2018  | Andijan Womens, Andijan                      | Cemento     | Sabina Sharipova     | 4–6, 2–6      |
| 4. | 14 luglio 2018 | Trofeo Mabo, Torino                          | Terra rossa | Andreea Roșca        | 1–6, 1–6      |
| 5. | 31 marzo 2019  | Forte Village International Tournament, Pula | Terra rossa | Jil Teichmann        | 6(3)-7, 0-6   |

### Doppio

#### Vittorie (1)
| Torneo $100.000 (0) |
| Torneo $80.000 (0)  |
| Torneo $75.000 (0)  |
| Torneo $60.000 (0)  |
| Torneo $50.000 (0)  |
| Torneo $25.000 (0)  |
| Torneo $15.000 (0)  |
| Torneo $10.000 (1)  |

| N. | Data            | Torneo              | Superficie  | Compagna     | Avversarie in finale        | Punteggio        |
| 1. | 23 ottobre 2016 | Zlatni Rat Cup, Bol | Terra rossa | Lea Bošković | Mariana Dražić Ani Mijačika | 4-6, 7-5, [10-4] |

#### Sconfitte (1)
| Torneo $100.000 (1) |
| Torneo $80.000 (0)  |
| Torneo $75.000 (0)  |
| Torneo $60.000 (0)  |
| Torneo $50.000 (0)  |
| Torneo $25.000 (0)  |
| Torneo $15.000 (0)  |
| Torneo $10.000 (0)  |

| N. | Data             | Torneo                             | Superficie | Compagna       | Avversarie in finale            | Punteggio        |
| 1. | 12 dicembre 2020 | Al Habtoor Tennis Challenge, Dubai | Cemento    | Aliona Bolsova | Ekaterine Gorgodze Ankita Raina | 4-6, 6-3, [6-10] |

## Grand Slam Junior

### Doppio

#### Vittorie (1)
| Tornei del Grande Slam  |
| ----------------------- |
| Australian Open (0)     |
| Open di Francia (0)     |
| Torneo di Wimbledon (1) |
| US Open (0)             |

| N. | Data           | Torneo                      | Superficie | Compagna       | Avversarie in finale         | Punteggio |
| 1. | 15 luglio 2017 | Torneo di Wimbledon, Londra | Erba       | Olga Danilović | Caty McNally Whitney Osuigwe | 6-4, 6-3  |

## Vittorie contro giocatrici Top 10
| Stagione | 2022 | Totale |
| Vittorie | 2    | 2      |

| #    | Giocatrice        | Ranking | Evento                                   | Superficie  | Turno | Punteggio   | Rank. KJR |
| ---- | ----------------- | ------- | ---------------------------------------- | ----------- | ----- | ----------- | --------- |
| 2022 |                   |         |                                          |             |       |             |           |
| 1.   | Aryna Sabalenka   | 2       | Adelaide International, Adelaide         | Cemento     | 2T    | 7-6(6), 6-1 | 100       |
| 2.   | Karolína Plíšková | 8       | Internationaux de Strasbourg, Strasburgo | Terra rossa | SF    | 6-2, 7-5    | 81        |